# Anastas Kullurioti

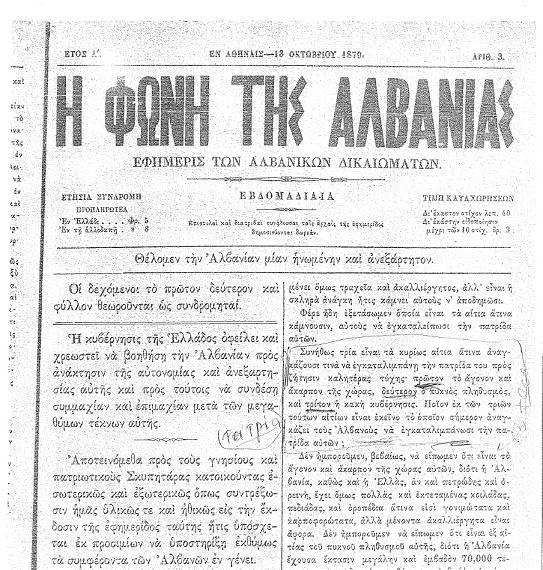
Titelseite der in Athen publizierten Zeitungsausgabe Ē phōne tēs Albanias vom 18. Oktober 1879

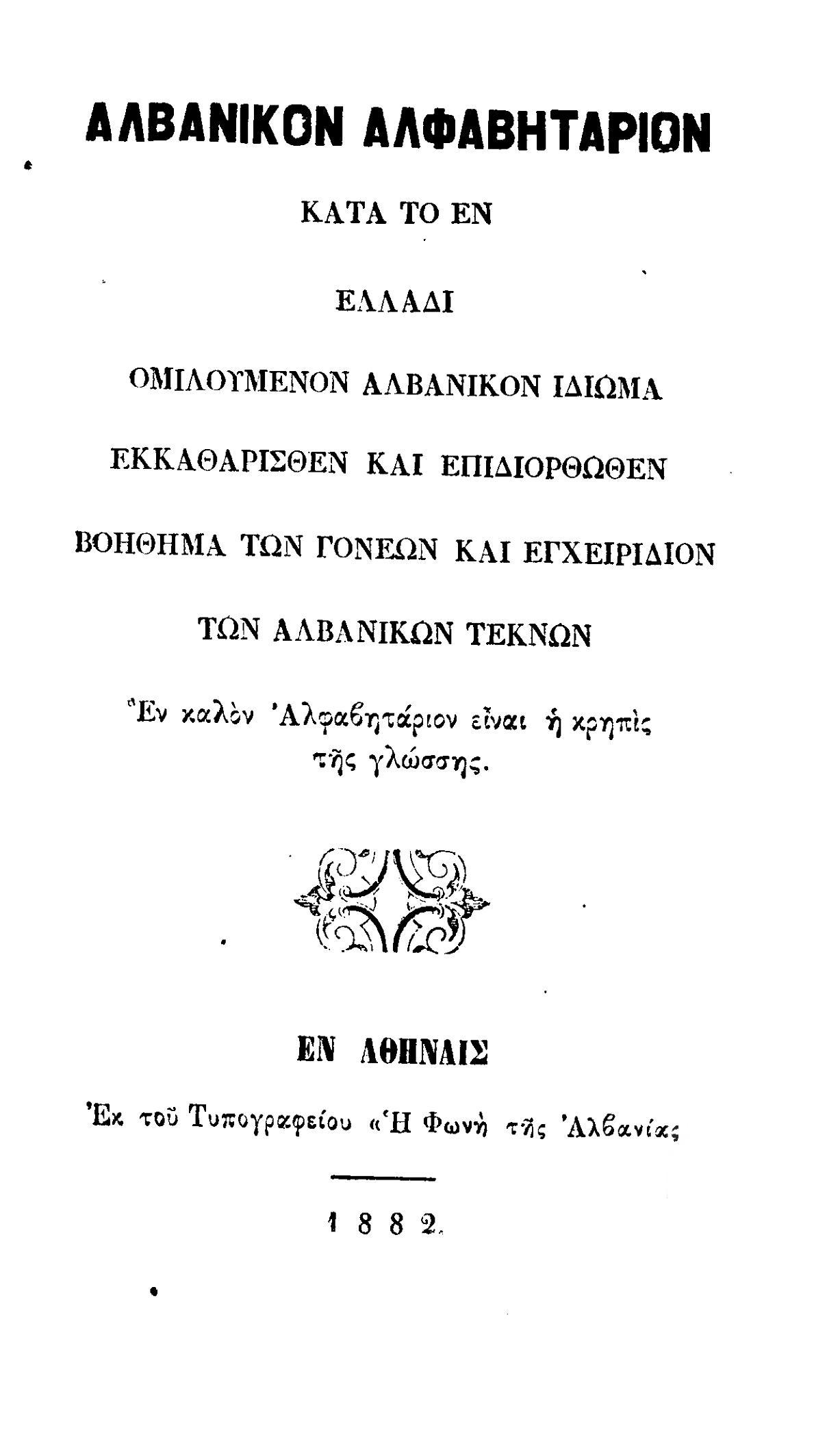
Frontseite der 1882 in Athen erschienenen albanischen Fibel in griechischer Schrift

Anastas Kullurioti (griechisch Αναστάσιος Κουλουριώτης Anastásios Koulouriótis; geboren 1822 in Athen; gestorben 1887 in einem Athener Gefängnis) war ein albanischer (arvanitischer) Didaktiker, Publizist, Journalist und politischer Aktivist der albanischen Nationalbewegung.
Anastas Kullurioti wurde im Athener Stadtteil Plaka geboren, der damals von Albanern bewohnt war. Sein Vater war im griechischen Unabhängigkeitskrieg gefallen.
In jungen Jahren zog Kullurioti zum Studium in die Vereinigten Staaten. Der genaue Zeitpunkt und die Dauer seines dortigen Aufenthalts sind unbekannt. Er kehrte jedoch wieder in seine Heimat zurück und besuchte Orte in Griechenland, an denen Albaner lebten, und war sehr aktiv bei der Verbreitung von nationalistischen Ideen. Er wollte primär das albanische Nationalbewusstsein wecken. Zu seinen politischen Zielen, welche er in seinen Schriften ausführte, gehörte die Abtrennung Albaniens vom Osmanischen Reich, die Schaffung eines albanisch-griechischen Staates, die Gründung einer albanischen parlamentarischen Partei und die Einrichtung albanischer Schulen. Die griechisch-orthodoxe Kirche und die Verfechter der griechisch-nationalistischen Megali Idea widersetzten sich aber diesen Vorhaben.
Ab dem 29. September 1879 veröffentlichte Kullurioti – motiviert durch die Aktivitäten der Liga von Prizren – in Athen die Wochenzeitung Ē phōne tēs Albanias (in Albanien als Zëri i Shqipërisë bekannt). Bis Mitte des Jahres 1880 erschienen insgesamt 40 Ausgaben mit griechischen und zum Teil albanischen Beiträgen in griechischer Schrift. Anscheinend gehörte die Wochenzeitung dem Athener Verein der albanischen Unabhängigkeit (Syllogos tēs albanikēs anexartēsias), welcher aber nur im Zusammenhang mit dieser Zeitung erwähnt wird.
In den Ausgaben vom 8. Dezember 1879 (Nr. 11) und vom 8. März 1880 (Nr. 24) wurde die Enzyklika des griechisch-orthodoxen Metropoliten von Gjirokastra, Anthim, eingefügt, in welcher der Druck albanischer Bücher und vor allem des Istanbuler Alphabets als kirchenfeindlich erklärt wurde. Kullurioti scheint sich mit dieser Haltung kritisch auseinandergesetzt zu haben.
Im Jahr 1882 erschienen in Athen eine albanische Fibel (Avabatar arbëror pas përgluhës arbërore si flitetë nd' Ejadhë përqëruarë edhe parndrequrë me gërma të ra her' eparë nd' Eladhë shtypëshkruarë) und ein Lesebuch (Klumësht për foshnja) auf der Grundlage der griechischen Schrift. Letzteres war eine albanische und griechische Übersetzung nach einem englischen Werk von Samuel Schieffelin.
Damit seine didaktischen Materialien und seine politischen Ideen Verbreitung unter den Albanern finden konnten, begab sich Kullurioti nach Südalbanien. Der dortige griechische Konsul intervenierte jedoch bei den osmanischen Behörden. Dem Gesuch der Griechen wurde stattgegeben, und die Polizei nahm ihn daraufhin fest, um ihn anschließend nach Griechenland auszuliefern.
Als sich die griechische Politik gegenüber den Albanern versöhnlicher zeigte, zog man Kullurioti wenig später bei der Gründung eines albanischen Kulturvereins in Athen hinzu. Bei der Gründungsveranstaltung von Vlamides Albaní am 6. Juni 1884 wurde er im Saal des Literaturvereins Parnassos zum Sekretär bestimmt. Dabei plädierte er für die Schreibung des Albanischen mit dem griechischen Alphabet. Über die weiteren Tätigkeiten des neugegründeten Vereins, der an anderer Stelle Oi Albanoi adelphoi genannt wird, und Kulluriotis fehlen nähere Angaben.
Anastas Kullurioti scheint verhaftet worden zu sein – die Begründung ist jedoch unbekannt – und soll Anfang 1887 vergiftet im Athener Gefängnis gestorben sein.
Spiro Dine soll 1908 posthum in seinem Sammelband Valët e detit ein Lehrgedicht von Kullurioti veröffentlicht haben.

## Werke
- Ē phōne tēs Albanias. Athen 1879–1880
- Avabatar arbëror pas përgluhës arbërore si flitetë nd' Ejadhë përqëruarë edhe parndrequrë me gërma të ra her' eparë nd' Eladhë shtypëshkruarë. Athen 1882
- Klumësht për foshnja. Athen 1882

## Ehrung
In der albanischen Hauptstadt Tirana ist eine Straße nach Anastas Kullurioti benannt.